# Ælfthryth
Ælfthryth (asi 945 – asi 1000, také Alfrida, Elfrida nebo Elfthryth) byla druhá nebo třetí manželka anglického krále Edgara. Ælfthryth je první manželka anglického krále, o které je známo, že byla korunována a pomazána královnou Anglie. Byla také matkou krále Æthelreda II. a důležitou politickou figurou. Byla spojována s vraždou svého nevlastního syna Eduarda Mučedníka a v mnoha středověkých příbězích se objevuje jako stereotypní zlá královna a macecha.

## První manželství
Ælfthryth byla dcerou hraběte Ordgara z Devonu. Její matka patřila ke královskému rodu Wessexu. Ælfthryth se poprvé vdala za hraběte Æthelwalda z Východní Anglie. Podle Viléma z Malmesbury se zvěsti o kráse Ordgarovy dcery donesly ke králi Edgarovi, který hledal královnu. Poslal za ní hraběte Æthewalda s tím, že jí má nabídnout královský sňatek, pokud by její krása byla skutečně taková, jak se tradovalo. Æthelwald ji skutečně shledal krásnou a oženil se s ní sám. Králi vzkázal, že jako královna je prý nevhodná. Edgar se o tom doslechl a rozhodl se hraběti takovou zradu oplatil. Chtěl onu ubohou ženu navštívit, a tak jí Æthelwald řekl, ať se udělá tak nepřitažlivou, jak je možné, ale Ælfthryth udělala pravý opak. Edgar, omámený její krásou, zabil hraběte Æthelwalda během lovu.
Æthelwald podle historický záznamů zemřel dřív než v roce 962, příčina však není známá. Nejsou zprávy o žádných dětech Æthelwalda a Ælfthryth.

## Královna
Edgar měl před sňatkem s Ælfthryth dvě děti. Ke sňatku zřejmě vedlo to, že centrum Edgarovy moci bylo v Mercii a rodina Ælfthryth byla mocná ve Wessexu. Ke sňatku došlo v roce 964 nebo 965. V roce 966 Ælfthryth porodila syna Edmunda, který však zemřel mladý okolo roku 970. V roce 968 Ælfthryth porodila druhého syna jménem Æthelred.
Král Edgar zorganizoval svou druhou korunovaci 11. května 973, zřejmě aby posílil svou pozici jako vládce celé Británie. Při té příležitosti byla korunována a pomazána také Ælfthryth, přičemž byla teprve druhou korunovanou královnou Anglie a první, která byla korunována na území Anglie.

## Královna-vdova
Edgar zemřel v roce 975 a králem se po něm stal už téměř dospělý Eduard, podporovaný mnohými klíčovými politickými figurami. Ælfthrythin syn Æthelred se o trůn ucházel marně. Eduard však byl zabit 18. března 978 během návštěvy Ælfthryth na hradě Corfe, zřejmě jejími vlastními sluhy. Æthelred tak měl cestu na trůn volnou. Eduard začal být brzy považován za mučedníka a královna byla v pozdějších zápisech viněna z jeho vraždy. Vzhledem k věku svého syna se Ælfthryth stala regentkou a zůstala jí až do roku 984.
Ačkoliv její pověst zničila pravděpodobná vražda nevlastního syna, Ælfthryth byla zbožná žena a jako královna se zajímala o klášterní reformy. Kolem roku 986 založila klášter ve Wherwellu, kam se na konci života uchýlila. Tam také zemřela 17. listopadu 999, 1000 nebo 1001.